# Gedempte Gracht (Zaandam)
De Gedempte Gracht is een straat en (al doet het eerste deel van de naam anders denken) weer een kanaal (gracht) in Zaandam met aan beide zijden een winkelstraat en met bruggetjes. Het geheel is voetgangersgebied. Aan de oostzijde, voorbij de Damstraat en Westzijde, is er wel doorgaand rijverkeer. Daar gaat de straat over in de Beatrixbrug over de Zaan, waarna de Peperstraat begint. De straat Gedempte Gracht loopt aan de westzijde tot het Rustenburg.
Aan de zuidkant is een stenige oever, aan de noordkant een grassige. Enkele bruggen hebben lange banken. Aan de stenige oever zijn er ook enkele trapjes naar het water, waarop men kan zitten. Er zijn verder een muziekkoepel en in Zaanse stijl ontworpen houten kiosken.
Tegenover de Gedempte Gracht, aan de Hermitage, is bioscoop Pathé Zaandam en in het verlengde van de straat ligt het station Zaandam.

## Geschiedenis
De Gedempte Gracht is ontstaan in 1858 toen de brede sloot tussen de twee paden aan weerszijden hiervan werd gedempt. Zuidelijk van de sloot lag het Zilverpad en noordelijk het Geldelozepad, ook wel het Kuyperspad genoemd. Beide paden waren al in de zeventiende eeuw aanwezig.
De Gedempte Gracht werd een voor Zaandam belangrijke winkelstraat maar was ook een belangrijke doorgaande weg voor het verkeer.
In 1983, toen bij de opening van de Hemtunnel het station van Zaandam werd verplaatst, lag het station in het verlengde van de Gedempte Gracht in plaats van tegenover de Stationsstraat.
In 1990 bij de opening van de Dr. J.M. den Uylbrug werd de Gedempte Gracht een voetgangersgebied.Het doorgaande verkeer kon voortaan over de nieuwe brug buiten het centrum om en het bestemmings en busverkeer werd verlegd naar de naastgelegen Vinkenstraat. In het midden van de straat werden winkelpaviljoens gebouwd.

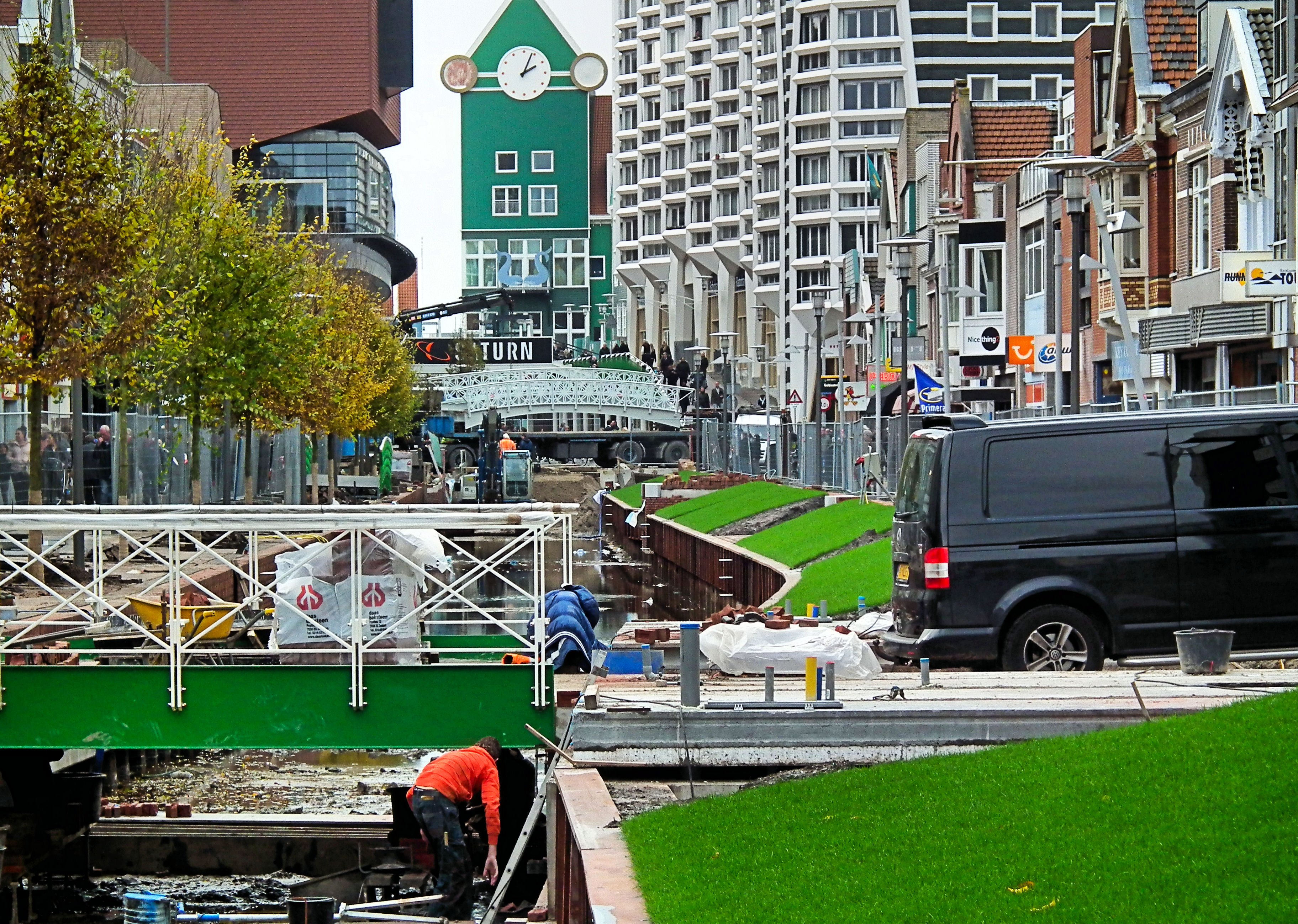
Gracht wordt weer gegraven 2012

In 2011 zijn de paviljoens gesloopt. De gracht is weer opengegraven en gemiddeld 6,5 meter breed voorzien van een zevental bruggen met daarbij  aan de kant van het station een waterval.
De metamorfose is onderdeel van het project Inverdan. De gemeente heeft besloten de toevoeging "Gedempte" voor de gracht te handhaven. 